# Inheemse talen van Amerika
De Inheemse talen van Amerika zijn de talen die in Noord- en Zuid-Amerika werden en deels nog worden gesproken door de indianen, Inuit en Aleoeten, de inheemse bevolking van Amerika. Tot de inheemse talen van Amerika behoren de Eskimo-Aleoetische talen en de Indiaanse talen. Ze zijn verdeeld over tientallen taalfamilies en grote aantallen isolaten en ongeclassificeerde talen. Er zijn veel pogingen gedaan ze in een klein aantal superfamilies in te delen, maar geen van die voorstellen is algemeen aanvaard.

## Achtergrond
Toen Columbus in Amerika arriveerde werden er op het continent duizenden talen gesproken. Enkele culturen hadden ook een eigen schrift ontwikkeld, waarvan dat van de Maya's het bekendste is. Sprekersaantallen varieerden van miljoenen sprekers voor talen als het Azteeks tot slechts enkele honderden sprekers voor vele andere talen. In de tijd van de Europese kolonisatie ontwikkelden zich diverse creooltalen uit Europese, inheemse en Afrikaanse talen.
De houding van de Europeanen ten opzichte van de inheemse talen varieerde. In veel Latijns-Amerikaanse koloniën leerden Spaanse missionarissen de plaatselijke taal, om de bevolking in hun eigen taal te kunnen toespreken. In Massachusetts in Noord-Amerika vertaalde John Eliot de Bijbel in het Massachusett. Vaak werd het gebruik van inheemse talen echter onderdrukt. Ook Europese ziekten waar de indianen geen weerstand tegen hadden verlaagden de sprekersaantallen drastisch en veel talen stierven uit.
Veel inheems-Amerikaanse talen die nog gesproken worden zijn bedreigd, met name in Noord-Amerika. Volgens Ethnologue is 93 procent van de inheemse Noord-Amerikaanse talen bedreigd, en twee derde daarvan staat op het punt om uit te sterven. In Zuid-Amerika is bijna twee derde van het aantal inheemse talen bedreigd, waarvan ongeveer de helft geclassificeerd is als 'stervend'. In Meso-Amerika staan de indiaanse talen er beste voor en is 40 procent van het aantal talen bedreigd.
Een klein aantal talen wordt nog volop gesproken, met name Zuidelijk Quechua, dat tegenwoordig 6 tot 7 miljoen sprekers heeft. Verschillende inheemse talen hebben op landelijk of regionaal niveau een officiële status, hoewel dit niet altijd betekent dat de taal ook in werkelijkheid op officieel niveau gebruikt wordt. In 2009 werd Kalaallisut de enige officiële taal van Groenland. Regeringen, universiteiten en de inheemse bevolking werken tegenwoordig aan het behoud van de inheemse talen van Amerika.
Een van de succesvolste Indiaanse talen is het Guaraní, dat met het Spaans een van de officiële talen van Paraguay is. Guaraní wordt in Paraguay door naar schatting 90% van de bevolking gesproken en is de enige Indiaanse taal die ook door veel niet-indianen gesproken wordt.

## Oorsprong
In American Indian Languages: The Historical Linguistics of Native America (1997) noemt Lyle Campbell verschillende hypotheses voor de oorsprong van de inheemse talen van Amerika (exclusief Na-Denétalen en Eskimo-Aleoetische talen).
1. Een enkele migratie naar Amerika door sprekers van een enkele taal (deze hypothese heeft tegenwoordig weinig aanhang)
2. Een klein aantal migraties met elk een eigen taal (Edward Sapir was een voorstander van deze hypothese)
3. Een groot aantal migraties
4. Meertalige migraties
5. De instroom van verschillende, maar verwante talen
6. Uitsterven van verwante talen in de Oude Wereld
7. Migratie langs de kust van de Grote Oceaan

## Indeling
Wat betreft de indeling van de inheemse talen van Noord-Amerika zijn taalkundigen verdeeld. De zogenaamde lumpers staan een indeling in een klein aantal macro-families voor, en maken gebruik van methoden als lexicale massavergelijking om tot deze indelingen te komen. Het bekendste en meest extreme voorbeeld hiervan is de Amerindische taalfamilie van Joseph Greenberg, die alle inheemse talen van Amerika, met uitzondering van de Eskimo-Aleoetische talen en de Na-Denétalen bij elkaar groepeert in een grote Amerindische familie. Aan de andere kant staan de zogenaamde splitters die de vergelijkende methode als enige geldige methode voor de vaststelling van genetische verwantschap tussen talen zien. De taalkundigen die zich tegenwoordig met Amerikaanse talen bezighouden behoren voornamelijk tot de 'splitters'. Vroegere taalkundigen als Morris Swadesh en Edward Sapir streefden wel grootschalige classificaties van de Amerikaanse talen na.

### Noord-Amerika

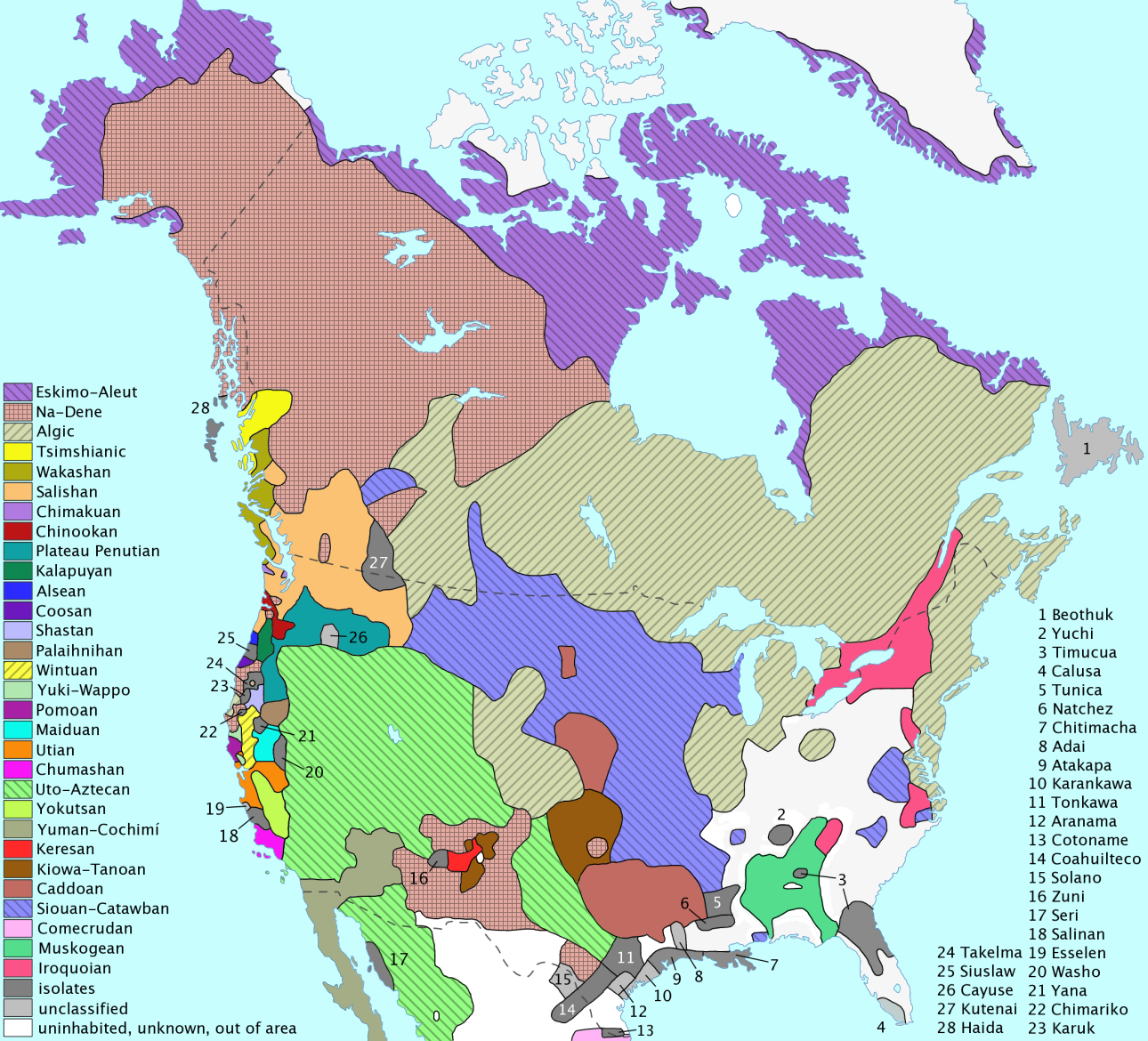
Noord-Amerikaanse taalfamilies voor contact met Europeanen

Er werden naar schatting meer dan 300 verschillende talen gesproken in Noord-Amerika, waarvan 269 gerekend worden tot 29 verschillende taalfamilies en de overige talen isolaten of ongeclassificeerde talen zijn. Met name Californië was taalkundig divers. Er werden 74 verschillende talen gesproken van 18 verschillende taalfamilies (vergeleken met 3 in heel Europa). De families van de Na-Denétalen, Algische talen en Uto-Azteekse talen tellen de meeste talen. De Uto-Azteekse talen hebben 1,95 miljoen sprekers, waarvan de meeste in Mexico wonen en Nahuatl spreken (1,5 miljoen). Van de 200.000 sprekers van Na-Denétalen spreken er 180.000 Navajo, de meest gesproken inheemse taal in Noord-Amerika. De Algische familie telt in totaal 180.000 sprekers, waarvan de meesten Cree of Ojibwe spreken. 
Onderstaande indeling  van Noord-Amerikaanse talen is conservatief en groepeert alleen talen bij elkaar in taalfamilies wanneer daar geen controverse over bestaat.
Families
- Algische talen
- Alseatalen
- Na-Denétalen
- Caddotalen
- Chimakuumtalen
- Chinooktalen
- Chumashtalen
- Comecrudotalen
- Coostalen
- Eskimo-Aleoetische talen
- Irokese talen
- Kalapuyatalen
- Kerestalen
- Kiowa-Tanotalen
- Maidutalen
- Muskogitalen
- Palaihnihtalen
- Pomotalen
- Sahaptische talen
- Salishtalen
- Shastatalen
- Sioux-Catawbatalen
- Tsimshiantalen
- Utitalen
- Uto-Azteeks
- Wintutalen
- Yokutstalen
- Yuki-Wappotalen
- Yuma-Cochimítalen

Isolaten en ongeclassificeerde talen
- Adai
- Atakapa
- Beothuk
- Cayuse
- Chimariko
- Chititmacha
- Coahuilteeks
- Cotoname
- Esselen
- Haida
- Karankawa
- Karok
- Klamath-Modoc
- Kootenai
- Molala
- Natchez
- Salinan
- Seri
- Siuslaw
- Takelma
- Timucua
- Tonkawa
- Tunica
- Washo
- Yana
- Yuchi
- Zuni

Superfamilies
Er zijn veel voorstellen gedaan om de talen van Noord-Amerika in te delen in een klein aantal superfamilies. Daartoe behoren:
- Algonkisch-Wakash talen
- Golftalen
- Hokantalen
- Penutische talen

Meest gesproken inheemse talen in Canada en de Verenigde Staten
1. Navajo (Na-Denétalen) 150.000
2. Cree (Algische talen) 70.000
3. Inuit (Eskimo-Aleoetische talen) 65.000
4. Ojibwe (Algische talen) 50.000
5. Sioux (Sioux-Catawbatalen) 26.000

Het aantal sprekers dat genoemd wordt voor een taal kan per bron sterk variëren. Inuit en Cree zijn macrotalen: niet alle sprekers kunnen elkaar verstaan en taalkundig gezien worden ze vaak opgesplitst in aparte talen. Ook binnen Ojibwe kunnen sprekers van verschillende dialecten elkaar soms maar gedeeltelijk verstaan. Binnen Sioux hebben sprekers van Lakota en Yankton-Yanktonai moeite sprekers van Santee-Sisseton te volgen. Cree, Inuit, Ojibwe en Sioux hebben dan ook elk meerdere ISO 639-3 codes.
Naast de genoemde talen zijn er nog 45 Noord-Amerikaanse talen bekend die waarschijnlijk nooit geclassificeerd zullen worden door gebrek aan gegevens.

### Meso-Amerika
In Meso-Amerika werden ten tijde van Columbus enkele honderden verschillende talen gesproken. Langdurige interactie tussen de verschillende talen en taalgroepen heeft geleid tot wederzijdse beïnvloeding. Deze sprachbund wordt gewoonlijk aangeduid als de Mesoamerican Linguistic Area. Verschillende indiaanse volken in Meso-Amerika ontwikkelden een schrift, waarvan het Mayaschrift het bekendst en ontwikkeldst is.
Families
- Chibcha
- Misulmapa
- Maya
- Mixe-Zoque
- Tequistlateeks-Jicaque
- Oto-Mangue
- Totonaaks-Tepehua
- Uto-Azteeks

Isolaten
- Cuitlateeks
- Huave
- Lenca
- Purépecha
- Xinka

Meest gesproken inheemse talen in Meso-Amerika
1. K'iche' (Mayatalen) 2,3 miljoen sprekers
2. Nahuatl (Uto-Azteekse talen) 2 miljoen sprekers
3. Q'eqchi' (Mayatalen) 800.000 sprekers
4. Yucateeks Maya (Mayatalen) 770.000 sprekers
5. Mam (Mayatalen) 540.000 sprekers

Schattingen van sprekersaantallen variëren sterk per bron. De verschillende variëteiten van Nahuatl worden door onder andere de Mexicaanse regering en Ethnologue als aparte talen beschouwd.

### Zuid-Amerika

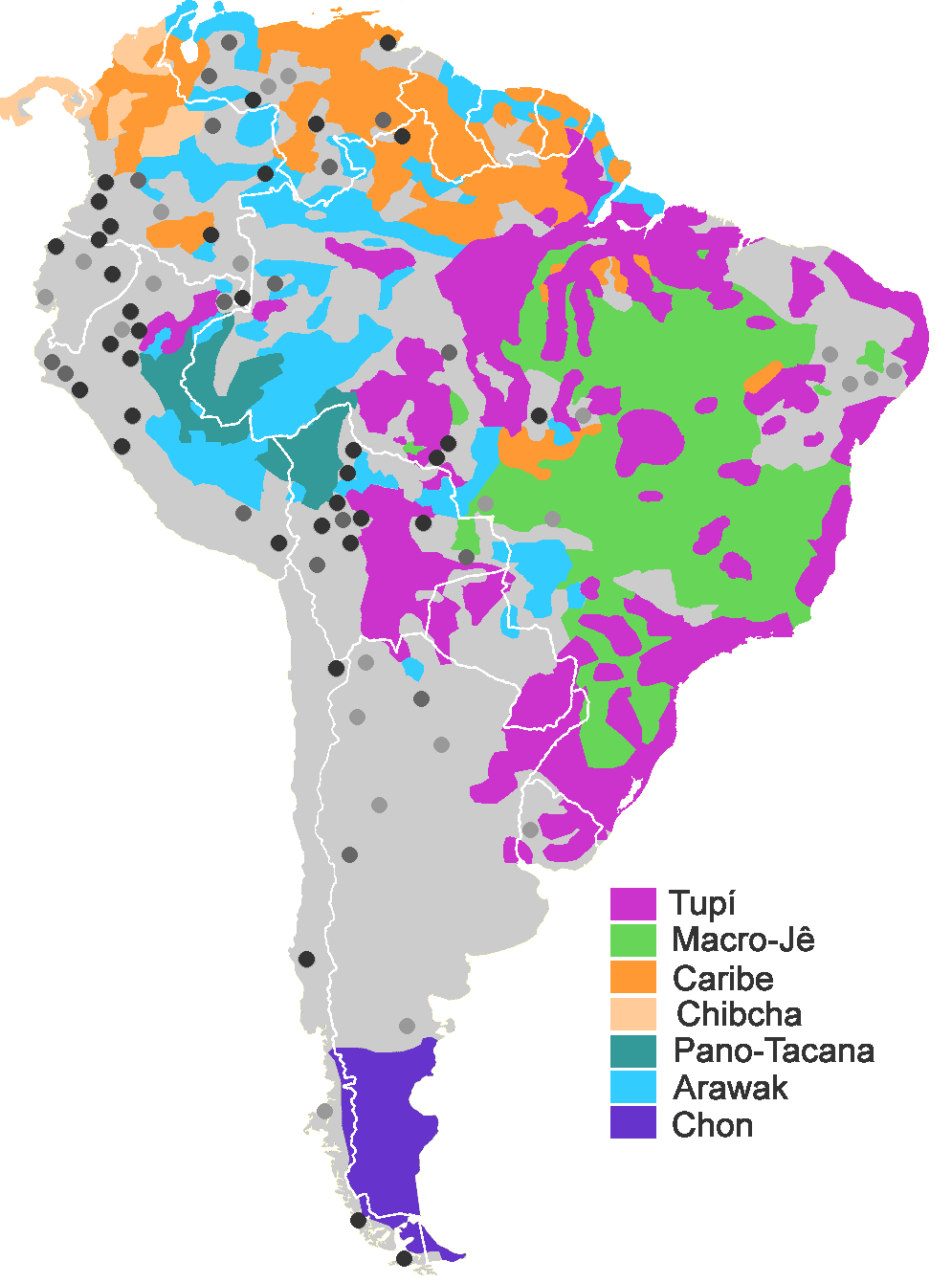
Verspreidingsgebied van enkele grote Zuid-Amerikaanse taalfamilies

Zuid-Amerika is taalkundig een van de meest diverse gebieden ter wereld. Voor de komst van Columbus werden er naar schatting 1500 talen gesproken, waarvan er 350 nog steeds gesproken worden. Een groot aantal talen is slecht of niet gedocumenteerd en het onderzoek naar verwantschappen tussen de Zuid-Amerikaanse talen is niet zover gevorderd als in Noord-Amerika. Ongeveer 400 Zuid-Amerikaanse talen zijn (nog) niet geclassificeerd, en veel ervan zijn al uitgestorven.
Families
- Aymaratalen
- Arawátalen
- Arawaktalen
- Barbacoatalen
- Boratalen
- Bororotalen
- Cahuapanatalen
- Caribische talen
- Chapacuratalen
- Charrúatalen
- Chíbchatalen
- Chimútalen
- Chipayatalen
- Chocotalen
- Chontalen
- Guahibantalen
- Guaikurútalen
- Hakitalen
- Harakmbettalen
- Hibito-Cholóntalen
- Huarpetalen
- Jirijaratalen
- Jívarotalen
- Jabutitalen
- Ge-talen
- Kamakãtalen
- Karajátalen
- Katakáotalen
- Katukínatalen
- Kawéskartalen
- Maxakalítalen
- Mascoytalen
- Mataguayotalen
- Misumalpatalen
- Moseténtalen
- Muratalen
- Nadahuptalen
- Nambikuaratalen
- Otomacotalen
- Paezanotalen
- Panotalen
- Peba-Yaguatalen
- Purítalen
- Quechuatalen
- Saliba-Piaroatalen
- Zamucotalen
- Zaparotalen
- Tacanatalen
- Timote-Cuicatalen
- Tiníwatalen
- Tucanotalen
- Tupitalen
- Witototalen
- Yanomamitalen

Isolaten en ongeclassificeerde talen
- Aikaná
- Andoke
- Awaké
- Baenã
- Betoi
- Chikitano
- Ezmeralda
- Fulnió
- Gamela
- Gorgotoki
- Guató
- Hotí
- Iranshe
- Itonama
- Jaruro
- Jeikó
- Jurí
- Kaliana
- Kamsá
- Kanichana
- Kapishaná
- Karirí
- Katembrí
- Kayuvava
- Koayá
- Kofán
- Kandoshi
- Kolyawaya jargon
- Kukurá
- Kulyi
- Kunsa
- Leko
- Lule
- Maku
- Mapudungun
- Matanawí
- Movima
- Munichi
- Natú
- Ofayé
- Omurano
- Otí
- Pankararú
- Puelche
- Puquina
- Rikbaktsá
- Sabela
- Sechura
- Shokó
- Shukurú
- Tarairiú
- Taruma
- Tekiraka
- Tikuna
- Trumai
- Tushá
- Urarina
- Vilela
- Wamo
- Wamoé
- Warau
- Yámana
- Yurakare
- Yurimangi

Meest gesproken inheemse talen in Zuid-Amerika
1. Quechua (Quechuatalen) 8 miljoen sprekers
2. Guaraní (Tupitalen) 6 miljoen sprekers
3. Aymara (Aymaratalen) 2,5 miljoen sprekers
4. Mapudungun (isolaat/Araucanische talen) 500.000 sprekers
5. Wayuu (Arawaktalen) 200.000 sprekers

Dit zijn de enige Zuid-Amerikaanse talen met meer dan 100.000 sprekers. Quechua wordt doorgaans gezien als een taalfamilie.
- Biblioteca Nacional de España: XX4577213
- Bibliothèque nationale de France: cb11932101k (data)
- Gemeinsame Normdatei: 4127160-9
- Library of Congress Control Number: sh85065047
- National Central Library: 006188068
- Bibliotheek van het Japanse parlement: 00564189
- Nationale Bibliotheek van Tsjechië: ph114763
- Nationale Bibliotheek van Israël: 987007543454205171
- Système universitaire de documentation: 027234789